# Geox-TMC/2011
Deze pagina geeft een overzicht van de Geox-TMC-wielerploeg in 2011.

## Algemene gegevens
Sponsors: Geox, TMC
Algemeen manager: Mauro Gianetti
Ploegleider: Joxean Fernandez, Stefano Zanini, Daniele Nardello, Sabino Angoitia
Classificatie : Professional Continental Team
Fietsmerk: Fuji Bikes
Land: Spanje

## Renners
| Naam                      | Geboortedatum | Nationaliteit | Ploeg 2010                          |
| ------------------------- | ------------- | ------------- | ----------------------------------- |
| Tomas Alberio             | 31-03-1989    | Italië        |                                     |
| Mauricio Ardila           | 12-05-1979    | Colombia      | Rabobank                            |
| David Blanco              | 03-03-1975    | Spanje        | Palmeiras Resort-Prio               |
| Matthias Brändle          | 07-12-1989    | Oostenrijk    |                                     |
| Giampaolo Cheula          | 23-05-1979    | Italië        |                                     |
| Juan José Cobo            | 11-02-1981    | Spanje        | Caisse d'Epargne                    |
| Daniele Colli             | 19-04-1982    | Italië        | Ceramica Flaminia-Bossini Docce     |
| Marco Corti               | 02-04-1986    | Italië        |                                     |
| Fabio Duarte              | 11-06-1986    | Colombia      | Café de Colombia-Colombia es Pasión |
| Arkaitz Durán             | 18-05-1986    | Spanje        |                                     |
| Fabio Felline             | 29-03-1990    | Italië        |                                     |
| Xavier Florencio          | 26-12-1979    | Spanje        | Cervélo TestTeam                    |
| David de la Fuente        | 04-05-1981    | Spanje        | Team Astana                         |
| Noe Gianetti              | 06-10-1989    | Zwitserland   |                                     |
| David Gutiérrez Gutiérrez | 02-04-1982    | Spanje        |                                     |
| Dmitri Kozontsjoek        | 05-04-1984    | Rusland       | Rabobank                            |
| Marko Kump                | 09-09-1988    | Slovenië      | Adria Mobil                         |
| Denis Mensjov             | 25-01-1978    | Rusland       | Rabobank                            |
| Matteo Pelucchi           | 21-01-1989    | Italië        |                                     |
| Daniele Ratto             | 05-10-1989    | Italië        | Carmiooro-NGC                       |
| Carlos Sastre             | 22-04-1975    | Spanje        | Cervélo TestTeam                    |
| Rafael Valls Ferri        | 27-06-1987    | Spanje        |                                     |
| Marcel Wyss               | 22-06-1986    | Zwitserland   | Cervélo TestTeam                    |
| Stagiair(s)               |               |               |                                     |
| Maurizio Gorato           | 10-11-1987    | Italië        |                                     |
| Tino Thömel               | 06-06-1988    | Duitsland     |                                     |
| Albert Torres             | 26-04-1990    | Spanje        |                                     |

## Overwinningen
Clásica de Almería
Matteo Pelucchi
Ronde van Murcia
2e etappe: Denis Mensjov
Ronde van Trentino
3e etappe: Fabio Duarte
Brixia Tour
2e etappe: Fabio Felline
2004 · 2005 · 2006 · 2007 · 2008 · 2009 · 2010 · 2011